# 取消訴訟
取消訴訟（とりけしそしょう）とは、行政庁の公権力の行使に関する不服の訴訟（抗告訴訟；行政事件訴訟法3条1項）の一種で、行政庁の処分または裁決に不服がある場合に、その取消しを求める訴訟をいう（同条2項・3項）。実務において、最も多用される訴訟類型の一つである。
- 行政事件訴訟法について以下では、条数のみ記載する。

## 概要
行政事件訴訟法は、取消訴訟を次の2種に分けて規定する。
- 処分の取消しの訴え（3条2項）

「処分」の取消しを求める訴訟。
- 裁決の取消しの訴え（3条3項）

審査請求、異議申立て、その他の不服申立てに対する行政庁の裁決、決定その他の行為の取消しを求める訴訟。
処分の違法を理由として取消しを求めることができない（10条1項）。

## 訴訟要件
本案判決の前提条件となる訴訟要件については、取消訴訟を追行する上でもっとも争われる争点の一つである。取消訴訟を論じるうえでは、訴訟要件のうち、上の3点が特に重要である。
1. 処分性（3条2項の「処分」にあたるか。）、
2. 原告適格（原告が9条1項の要件を満たすか。広義の訴えの利益に含まれるとされる。）
3. 狭義の訴えの利益（処分または裁決を取り消すことによって適切に紛争を解決できるか。）
4. 被告適格
5. 管轄裁判所
6. 審査請求の前置
7. 出訴期間

### 処分性
取消訴訟の対象となる「処分」とは、公権力の主体たる国または公共団体が行う行為のうち、直接国民の権利義務を形成しまたはその範囲を確定することが法律上認められているものをいう、とするのが判例である。
取消訴訟は、処分を取り消すことによりその規律力そのものを覆す効果を持つ。これは、国民の救済にとって直截的な効果を有する一方、これが容易に認められたのでは、行政庁にとって迅速かつ適切妥当な行政目的の実現の妨げとなる。そこで判例は、国民が自己の権利を守る上で、行政庁の行為を取り消すことが必要不可欠な場合に取消訴訟の範囲を限定しているのである。
処分に当たるとされたもの
- 第二種市街地再開発事業計画の決定[2]
- 病院開設中止の勧告[3]

処分ではないとされたもの
- 消防長がした建築許可の同意、拒絶、取消[4]
- 国有普通財産の払下げ[5]

### 原告適格
原告適格が認められるためには、原告に法律上の利益が必要である。すなわち、処分取消訴訟及び裁決取消訴訟は、その処分又は裁決の取消しを求めるにつき法律上の利益を有する者に限り、提起することができる（9条1項）。 
原告適格を認めるために必要な「法律上の利益」については、いくつかの見解がある。
法律上保護された利益説
処分の根拠規定となる法律および関連法規が直接保護すべきとする個人的利益が「法律上の利益」であるとする説。
いわゆる反射的利益（法律が公益を保護している結果として生ずる間接的な利益）については「法律上の利益」に該当しない。
判例は一貫してこの立場に立つ。もっとも、行訴法9条2項に従った法律の柔軟な解釈により原告適格の範囲は拡大しており、原告適格を認める範囲は「法律上保護に値する利益」説と接近している。
法律上保護に値する利益説
処分により侵害される私人の利益の重大性によって「法律上の利益」を判断すべきであるとする説。
裁判所は、処分又は裁決の相手方以外の者について「法律上の利益」の有無を判断するに当たって、処分又は裁決の根拠となる法令の規定の文言のみによることなく、当該法令の趣旨及び目的並びに当該処分において考慮されるべき利益の内容及び性質を考慮するものとされ、この場合において、法令の趣旨及び目的を考慮するにあたっては、法令と目的を共通にする関係法令があるときはその趣旨及び目的をも参酌するものとし、利益の内容及び性質を考慮するに当たっては、処分又は裁決がその根拠となる法令に違反してされた場合に害されることとなる利益の内容及び性質並びにこれが害される態様及び程度をも勘案するものとされた(9条2項)。
9条2項の趣旨に基づき原告適格を認めた最高裁判例としては、小田急線連続立体交差事業認可処分取消、事業認可処分取消請求事件がある。
原告適格が認められた判例
- 公衆浴場営業許可無効確認請求事件（最高裁判例 昭和37年01月19日）
- 長沼ナイキ基地事件（最高裁判例 昭和57年9月9日）
- 新潟空港訴訟（最高判例 平成元年2月17日）
- もんじゅ訴訟 (最高裁判例 平成4年09月22日)
- 建築基準法に基づく許可処分取消、建築確認処分取消請求事件（最高判例 平成14年1月22日）

建築基準法の総合設計許可に係る建築物の周辺地域に存する建築物に居住し又はこれを所有する者
- 交際費等非公開決定処分取消請求事件（最高判例 平成14年2月28日）
- もんじゅ行政訴訟（最高裁判例 平成17年5月30日）
- 場外車券発売施設設置許可処分取消請求事件（最高裁判例 平成21年10月15日）

原告適格が認められなかった判例
- 質屋営業許可取消請求事件（最高裁判例 昭和34年08月18日 第三小法廷判決）

既存の質屋営業者は、第三者に対する質屋営業許可処分の取消を求める法律上の利益を有しない。
- 区画整理事業設計等無効確認請求 (最高裁判例 昭和41年02月23日)
- 審決取消請求事件（最高裁判所 昭和53年03月14日 第三小法廷）

不当景品類及び不当表示防止法の規定にいう一般消費者
- 開発許可処分取消請求事件（最高裁判所 平成9年1月28日 第三小法廷判決）

開発行為によって起こり得るがけ崩れ等により生命、身体等を侵害されるおそれがあると主張して開発許可の取消訴訟を提起した開発区域周辺住民が死亡したときの相続人。
- 風俗営業許可処分取消請求事件（最高裁判所 平成10年12月17日 第一小法廷）

都道府県の条例所定の風俗営業制限地域に居住する者。

### 被告適格
処分又は裁決をした行政庁が国又は公共団体に所属する場合には、当該処分をした行政庁の所属する国又は公共団体を被告とする（11条1項）。
処分又は裁決をした行政庁が国又は公共団体に所属しない場合には、当該行政庁（2項）を被告とする。つまり、処分した行政庁が、指定法人等の民間業者であるときは、その民間業者を被告とすることになる。
処分又は裁決をした行政庁は、当該処分又は裁決に係る訴訟について、裁判上の一切の行為をする権限を有する（6項）。

### 管轄裁判所
被告の普通裁判籍の所在地を管轄する裁判所又は処分若しくは裁決をした行政庁の所在地を管轄する裁判所の管轄に属する（12条1項）。
土地の収用、鉱業権の設定その他不動産又は特定の場所に係る処分又は裁決についての取消訴訟は、その不動産又は場所の所在地の裁判所にも、提起することができる（2項）。
取消訴訟は、当該処分又は裁決に関し事案の処理に当たつた下級行政機関の所在地の裁判所にも、提起することができる（3項）。
国又は独立行政法人を被告とする取消訴訟は、特定管轄裁判所にも、提起することができる（4項）。特定管轄裁判所とは、原告の普通裁判籍の所在地を管轄する高等裁判所の所在地を管轄する地方裁判所である。

### 出訴期間
処分又は裁決があったことを知った日から正当な理由がなく6箇月を経過したときは、訴えを提起することができない（14条1項）。
また、処分又は裁決の日から正当な理由がなく1年を経過したときも、訴えを提起することができない（14条2項）。

## 違法判断の基準時
おおかたの判例は、取消訴訟における違法判断の基準時として、もとの処分時を支持してきた。しかしながら、例外もある。違法判断の基準時が問題となるのは、処分時には違法であったものが後の事情により、そうでなくなった場合などである。例えば、法令が改正された場合である。申請拒否処分において処分が合法であったものが違法となった場合は、原則として再申請により対処すべきであるが、これができない場合に、特段の事情があったものとして基準時の修正が考慮される場合がある。
処分についての審査請求の違法・不当判断の基準時については、異論もあるが、行政権による事後審査の作用である審査請求と裁判所による事後審査である取消訴訟の間には、若干の質的差異があるものの、審査請求が処分に対する事後審査制度の一環として位置づけられることから、取消訴訟の場合と同様、一般に、処分時と解されている。

## 原処分主義
処分の取消しの訴えとその処分についての審査請求を棄却した裁決の取消しの訴えとを提起することができる場合には、裁決の取消しの訴えにおいては、処分の違法を理由として取消しを求めることができない（行訴法10条2項）。これを原処分主義という。
例外として、法律により裁決の取消しの訴えのみを認めるもので、原処分の瑕疵を主張することのできる場合（裁決主義）がある。
例として
- 特許法の定める審決等に対する訴訟
- 電波法（昭和二十五年法律第百三十一号）第九十六条の二:訴えの提起.e-Gov法令検索. 総務省行政管理局
- 労働組合法27条の19
- 公職選挙法203条、207条

## 審査請求の前置
行政機関による処分の取消を求める際に、取消訴訟と行政不服申立てのいずれの手段を選択するかは原則として自由であり（8条1項前段）両方同時に行うことも出来る。
審査請求がされているときは、裁判所は、その審査請求に対する裁決があるまで、訴訟手続は原則として中止される（8条3項）。
審査請求前置主義
例外的に、課税処分や社会保障に関する処分などについて、不服申立を訴えに先立ってすることが法律上要求されることがあるが、次に該当するときは、裁決を経ないで、処分の取消しの訴えを提起することができる（8条2項）。
1. 審査請求があつた日から3箇月を経過しても裁決がないとき。
2. 処分、処分の執行又は手続の続行により生ずる著しい損害を避けるため緊急の必要があるとき。
3. その他裁決を経ないことにつき正当な理由があるとき。

例
- 大量に行われる処分
国家公務員法第92条の2（不服申立てと訴訟との関係）
住民基本台帳法第32条（不服申立てと訴訟との関係）
国税通則法（昭和三十七年法律第六十六号）第百十五条:不服申立ての前置等 .e-Gov法令検索. 総務省行政管理局

- 専門技術的な処分
外国為替及び外国貿易法第57条
- 裁決が第三者機関
昭和二十二年法律第五十四号（私的独占の禁止及び公正取引の確保に関する法律）第八十八条.e-Gov法令検索. 総務省行政管理局

判例
- 所得税更正処分取消請求 (最高裁判例 昭和36年07月21日)
所得金額更正に関する審査請求の却下決定があつた場合でも、右却下が違法である場合には、右更正処分の取消を求める訴は審査の決定を経たものとして適法である。

## 執行停止等
- 執行不停止の原則（25条1項）

執行停止の要件について、同条2項以下
- 事情変更による執行停止の取消し（26条）
- 内閣総理大臣の異議（27条）
- 仮の義務付け及び仮の差止め（37条の5）

## 訴訟の移送・併合
- 関連請求に係る訴訟の移送（13条）

取消訴訟と関連請求に係る訴訟とが各別の裁判所に係属する場合において、相当と認めるときは、関連請求に係る訴訟の係属する裁判所は、申立てにより又は職権で、その訴訟を取消訴訟の係属する裁判所に移送することができる。ただし、取消訴訟又は関連請求に係る訴訟の係属する裁判所が高等裁判所であるときは、この限りでない。
- 請求の客観的併合（16条）

関連請求に係る訴えを併合することができる。
たとえば、裁決の取消訴訟と処分の取消訴訟を併合して提起できる。
- 共同訴訟（17条）

- 第三者による請求の追加的併合（18条）
- 原告による請求の追加的併合（19条）
処分の取消しの訴えをその処分についての審査請求を棄却した裁決の取消しの訴えに併合して提起する場合には、処分の取消しの訴えの被告の同意を得ることを要せず、また、その提起があつたときは、出訴期間の遵守については、処分の取消しの訴えは、裁決の取消しの訴えを提起した時に提起されたものとみなされる（第20条）。

- 国又は公共団体に対する請求への訴えの変更（21条）

## その他の手続
- 被告を誤った訴えの救済（15条）

原告が故意又は重大な過失によらないで被告とすべき者を誤ったときは、裁判所は、原告の申立てにより、決定をもって、被告を変更することを許すことができる。決定は、書面でするものとし、その正本を新たな被告に送達しなければならない（1項、2項）。
- 第三者の訴訟参加（22条）

裁判所は、訴訟の結果により権利を害される第三者があるときは、当事者若しくはその第三者の申立てにより又は職権で、決定をもって、その第三者を訴訟に参加させることができる。
- 行政庁の訴訟参加（23条）

裁判所は、処分又は裁決をした行政庁以外の行政庁を訴訟に、当事者若しくはその行政庁の申立てにより又は職権で、決定をもつて、その行政庁を訴訟に参加させることができる。
- 釈明処分の特則（23条の2）

裁判所は、審査請求に対する裁決を経た後に取消訴訟の提起があつたときは、行政庁に対し、当該審査請求に係る事件の記録であつて当該行政庁が保有するものの全部又は一部の提出を求めることができる。
- 職権証拠調べ（24条）

裁判所は、必要があると認めるときは、職権で、証拠調べをすることができる。
- 第三者の再審の訴え（34条）
- 取消訴訟等の提起に関する事項の教示（46条）

## 効果
- 形成力

処分の取消判決が確定すると、処分時に遡って当該処分はなかったものとされる。
- 既判力（民事訴訟法114条1項）
- 第三者効（32条）

処分又は裁決を取り消す判決、執行停止の決定又はこれを取り消す決定は、第三者に対しても効力を有する。
- 行政庁に対する拘束力（33条）
- 第三者の再審の訴え（34条）

処分又は裁決を取り消す判決により権利を害された第三者で、自己の責めに帰することができない理由により訴訟に参加することができなかつたため判決に影響を及ぼすべき攻撃防御方法を提出することができなかったものは、これを理由として、確定の終局判決に対し、再審の訴えをもって、確定判決を知つた日から30日以内に、不服の申立てをすることができる。

## 取消訴訟の排他的管轄

### 取消訴訟の排他的管轄と公定力
行政庁の処分に取消事由（法律違反等）があったとしても、その処分に対して、取消訴訟が提起されないまま出訴期間（14条：処分を知った日から6か月、処分の日から1年）が経過し、あるいは、取消訴訟を提起したにもかかわらず訴え却下もしくは請求棄却になった場合は、もはやその処分は取消しを求めて争うことができなくなる。そうすると、その処分は取り消されないことが法律上確定する（厳密には、処分庁またはそれを監督する上級行政庁が処分を取り消すことは妨げられない）。
こうした効果につき、行政処分は取り消されない限り「一応の通用力」を有するからであり、これを公定力と呼ぶと説明するのが従来の通説である。しかし、こうした見解に対して、現在の有力説は、行政処分に限ってなぜ「一応の通用力」が付与されるのか理論的根拠が明らかでないと批判する。
現在の有力説は、上記のような効果が生じるのは、行政事件訴訟法が、行政庁の処分は取消訴訟によらなければ取り消せないものとする（取消訴訟の排他的管轄）という選択をしたからであり、従来説かれた「公定力」はその反射的効果に過ぎないと説明する。有力説が従来の通説を批判してこのように説くのは、取消訴訟の対象が「行政処分」に限定されないという実践的な意図に基づいている。

### 判例
- 建築確認処分取消等請求事件、判決, 京都地裁, (1995(平成7)-11-24), "審査請求が、処分に対する事後審査制度の一環として位置付けられることからすると、裁決の違法判断の基準時は、処分時と解するのが相当である。よって、本件裁決が、本件処分の違法性を判断するにつき、原処分時を基準時としたことに違法な点はなく、原告の右主張は失当である。"、判例地方自治 (149):  80.

### 書籍
- 南博方、小高剛『全訂 注釈行政不服審査法』（全訂版）第一法規出版、1993(平成3)-10-15。ISBN 4-474-02115-0。
- 深澤龍一郎 著「審理の範囲」、南博方、高橋滋; 市村陽典 ほか 編『条解 行政事件訴訟法』（第4版）弘文堂、2014(平成26)-12-15、221 - 233頁。ISBN 978-4-335-35603-2。
- 大江裕幸 著「処分についての審査請求の却下又は棄却」、小早川光郎、高橋滋 編『条解 行政不服審査法』（第2版）弘文堂、2020(令和2)-04-15、235 - 239頁。ISBN 978-4-335-35820-3。